# Festival international du film fantastique de Neuchâtel 2018
 (janvier 2024).
 (août 2023).
Si vous disposez d'ouvrages ou d'articles de référence ou si vous connaissez des sites web de qualité traitant du thème abordé ici, merci de compléter l'article en donnant les références utiles à sa vérifiabilité et en les liant à la section « Notes et références ».
La 18e édition du Festival international du film fantastique de Neuchâtel s'est tenue du 6 au 14 juillet 2018. Le budget de cette édition s'élevait à 2 175 000 CHF, et la fréquentation a atteint 44 000 spectateurs.
Lieux : Théâtre du Passage 1, Théâtre du Passage 2 (symposiums), Arcades, Rex, Temple du bas (expositions), Studio, Open Air Place de Halles.

## Déroulement et faits marquants
Le 18 avril 2018, il est annoncé que ce sera le réalisateur canadien David Cronenberg qui présidera le jury.
Le 14 juillet 2018, le palmarès est dévoilé : c'est le film Climax de Gaspar Noé qui remporte le Prix H. R. Giger « Narcisse » du meilleur film. Le Prix RTS du public est remis à Kasane de Yûichi Satô.

## Jurys et invités

### Le jury international
- David Cronenberg (président du jury), réalisateur ( Canada)
- Stéphanie Argerich, réalisatrice ( Suisse)
- Lene Børglum, producteur ( Danemark)
- Nosipho Dumisa, réalisatrice ( Afrique du Sud)
- Chris Stapp, illustrateur ( Nouvelle-Zélande)

### Le jury Méliès
- Joel Basman, acteur ( Suisse)
- Marie-Christine Fontaine, productrice ( France)
- Olivier Muller, responsable produit chez Teleclub ( Suisse)

### Jury critique internationale
- Christopher O’Keefe, Screen Anarchy ( Canada)
- Jean-Baptiste Herment, Mad Movies ( France)
- Andrea Monili, Nocturno ( Italie)
- Ignacio López Vaca, Scifiworld ( Espagne)
- Germaine Paulus, Deadline ( Allemagne)

### Jury SSA/Suissimage
- Stéphane Goël, directeur SSA/Suissimage ( Suisse)
- Bruno Quiblier, directeur de programmation pour courts-métrages, Locarno Festival & Base-Court ( Suisse)
- Lisa Brühlmann, réalisatrice ( Suisse)

### Jury Taurus Studio
- Claude Lander, fondateur du studio ( Suisse)
- Jonas Follonier, rédacteur en chef, Le Regard libre ( Suisse)
- Francine Pickel, directrice financière, Lanterne Magique ( Suisse)

## Sélection

### Longs métrages

#### Compétition Internationale
- An Evening with Beverly Luff Linn (2018) de Jim Hosking ( États-Unis,  Royaume-Uni)
- Climax (2018) de Gaspar Noé ( France)
- Exit (Cutterhead, 2018) de Rasmus Kloster Bro ( Danemark)
- The Dark (2018) de Justin P. Lange, Klemens Hufnagl ( Autriche)
- Diamantino (2018) de Daniel Schmidt, Gabriel Abrantes ( Portugal,  France,  Brésil)
- Hérédité (Hereditary, 2018) de Ari Aster ( États-Unis)
- Kasane (2018) de Yûichi Satô ( Japon)
- Luz (2018) de Tilman Singer ( Allemagne)
- Mandy (2018) de Panos Cosmatos ( États-Unis)
- Meurs, monstre, meurs (Muere, monstruo, muere) (2018) de Alejandro Fadel ( Argentine,  France,  Chili)
- Piercing (2018) de Nicolas Pesce ( États-Unis)
- Pig (Khook, 2018) de Mani Haghighi ( Iran)
- Ils reviennent… (Vuelven, 2017) de Issa López ( Mexique)
- Time Share (Tiempo Compartido, 2018) de Sebastian Hofmann ( Mexique,  Pays-Bas)
- Under the Silver Lake (2018) de David Robert Mitchell ( États-Unis)
- When the Trees Fall (Koly padayut dereva, 2018) de Marysia Nikitiuk ( Ukraine,  Pologne)

##### Invités International competition
- Gaspar Noé, réalisateur de Climax ( France)
- Rasmus Kloster Bro, réalisateur de Exit ( Danemark)
- Ari Aster, réalisateur de Hérédité ( États-Unis)
- Tilman Singer, réalisateur de Luz ( Allemagne)
- Dario Méndez Acosta, producteur de Luz ( Allemagne)
- Alejandro Fadel, réalisateur de Muere, monstruo, muere ( Argentine)
- Yûichi Satô, réalisateur de Kasane ( Japon)

#### New Cinema from Asia
- Bad Genius (2017) de Nattawut Poonpiriya ( Thaïlande)
- Bhavesh Joshi Superhero (2018) de Vikramaditya Motwane ( Inde)
- Hanagatami (2017) de Nobuhiko Ōbayashi ( Japon)
- Inuyashiki (2018) de Shinsuke Satō ( Japon)
- Laplace's Witch (Rapurasu no majo, 2018) de Takashi Miike ( Japon)
- Operation Red Sea (Hong hai xing dong, 2018) de Dante Lam ( Chine)
- Satan’s Slaves (Pengabdi Setan, 2017) de Joko Anwar ( Indonésie,  Corée du Sud)

#### Cérémonie
- Le 5ème cavalier (2018) de Jean-Daniel Schneider, Julien Dumont, Kennocha Baud ( Suisse)
- Hôtel Transylvanie 3 : Des vacances monstrueuses (Hotel Transylvania 3: Summer Vacation, 2018) de Genndy Tartakovsky ( États-Unis)

#### Films of the Third Kind
- Ammore e malavita (2017) de Antonio Manetti, Marco Manetti ( Italie)
- Carnivores (2018) de Jérémie Renier, Yannick Renier ( France,  Belgique)
- Cornélius, le meunier hurlant (2017) de Yann Le Quellec ( France)
- La Femme la plus assassinée du monde (2018) de Franck Ribière ( Belgique,  Royaume-Uni,  États-Unis)
- Hotel Artemis (2018) de Drew Pearce ( États-Unis,  Royaume-Uni)
- I Kill Giants (2017) de Anders Walter ( Belgique,  Royaume-Uni,  États-Unis)
- The Man with the Magic Box (Czlowiek z magicznym pudelkiem, 2017) de Bodo Kox ( Pologne,  Italie)
- Mary Shelley (2017) de Haifaa Al-Mansour ( Royaume-Uni,  Irlande,  Luxembourg,  États-Unis)
- Monster Hunt 2 (Zhuo yao ji 2, 2018) de Raman Hui ( Chine)
- Mutafukaz (2017) de Guillaume Renard, Shôjirô Nishimi ( France,  Japon)
- Number 37 (Nommer 37, 2018) de Nosipho Dumisa ( Afrique du Sud)
- Profile (2018) de Timur Bekmambetov ( États-Unis,  Royaume-Uni,  Chypre,  Russie)
- The Real Estate (Toppen av ingenting, 2018) de Axel Petersén, Måns Månsson ( Suède,  Royaume-Uni) Annulé
- Woman at War (2018) de Benedikt Erlingsson ( Islande,  Ukraine,  France)

##### Invités Films of the Third Kind
- Antonio Manetti réalisateur de Ammore e malavita ( Italie)
- Marco Manetti réalisateur de Ammore e malavita ( Italie)
- Halldóra Geirharðsdóttir, actrice dans Woman at War ( Islande)
- Yann Le Quellec, réalisateur de Cornélius, le meunier hurlant ( France)
- Timur Bekmambetov, réalisateur de Profile ( Russie)
- Vérane Frédiani, scénariste de La femme la plus assassinée du monde ( France)
- Franck Ribière, réalisateur de La femme la plus assassinée du monde ( France)
- Yannick Renier, réalisateur de Carnivores ( France)

#### Ultra Movies
- A Young Man with High Potential (2018) de Linus de Paoli ( Allemagne)
- Aterrados (2017) de Demián Rugna ( Argentine)
- Blood Fest (2018) de Owen Egerton ( États-Unis)
- The Field Guide to Evil (2018) de Agnieszka Smoczynska, Ashim Ahluwalia, Calvin Reeder, Can Evrenol, Katrin Gebbe, Peter Strickland, Severin Fiala, Veronika Franz, Yannis Veslemes ( Nouvelle-Zélande)
- Gonjiam: Haunted Asylum (Gon-ji-am, 2018) de Beom-sik Jeong ( Corée du Sud)
- The Green Fog (2017) de Evan Johnson, Galen Johnson, Guy Maddin ( États-Unis)
- Liverleaf (Misumisô, 2018) de Eisuke Naitô ( Japon)
- Ne coupez pas ! (Kamera o tomeru na!, 2017) de Shin'ichirô Ueda ( Japon)
- Premika (2017) de Siwakorn Charupongsa ( Thaïlande)
- What Keeps You Alive (2018) de Colin Minihan ( Canada)

#### Amazing Switzerland
- Blue My Mind (2017) de Lisa Brühlmann ( Suisse)
- Curry Western (2018) de Kamal Musale ( Suisse,  Royaume-Uni,  Inde)
- Katrina's Dream (2018) de Dario Bischofberger, Mirko Bischofberger ( Suisse,  Italie)
- Sicilian Ghost Story (2017) de Antonio Piazza, Fabio Grassadonia ( Italie,  France,  Suisse)
- Animals (2017) de Greg Zglinski ( Suisse,  Autriche,  Pologne)

#### El Dorado
- Los Buscadores (2017) de Juan Carlos Maneglia, Tana Schembori ( Paraguay)
- Cómprame un revólver (2018) de Julio Hernández Cordón ( Mexique,  Colombie)
- Motorrad (2017) de Vicente Amorim ( Brésil)

#### Friday the 13th
- Carnage (1981) de Tony Maylam ( États-Unis,  Canada,  Royaume-Uni)
- Vendredi 13 (Friday the 13th, 1980) de Sean S. Cunningham ( États-Unis)

#### Lanterne Magique
- Paï (Whale Rider, 2002) de Niki Caro ( Nouvelle-Zélande, Allemagne)

#### Carte blanche à David Cronenberg
- L'Homme qui rétrécit de Jack Arnold.
- La Femme des sables de Hiroshi Teshigahara.
- L'Heure du loup de Ingmar Bergman.
- Histoires extraordinaires (segment Toby Dammit) de Federico Fellini.

#### Carte blanche à Lionel Baier
- Cujo (1983) de Lewis Teague ( États-Unis)
- Litan (1982) de Jean-Pierre Mocky ( France)
- La Revanche de Freddy (A Nightmare on Elm Street Part 2: Freddy's Revenge, 1985) de Jack Sholder ( États-Unis)

#### What We Do In New Zealand
- Boy (2010) de Taika Waititi ( Nouvelle-Zélande,  France)
- The Changeover (2017) de Miranda Harcourt, Stuart Mc Kenzie ( Nouvelle-Zélande)
- Crash 'n' Burn (The Devil Dared Me To, 2007) de Chris Stapp ( Nouvelle-Zélande)
- Créatures célestes (Heavenly Creatures, 1994) de Peter Jackson ( Nouvelle-Zélande,  Allemagne)
- The Dead Lands (2014) de Toa Fraser ( Nouvelle-Zélande, Royaume-Uni)
- Death Warmed Up (1984) de David Blyth ( Nouvelle-Zélande)
- Le Dernier Survivant (The Quiet Earth, 1985) de Geoff Murphy ( Nouvelle-Zélande)
- L'Épouvantail de mort (The Scarecrow, 1982) de Sam Pillsbury ( Nouvelle-Zélande)
- Goodbye Pork Pie (1980) de Geoff Murphy ( Nouvelle-Zélande)
- Hunt for the Wilderpeople (2016) de Taika Waititi ( Nouvelle-Zélande)
- Jag (Mr. Wrong, 1984) de Gaylene Preston ( Nouvelle-Zélande)
- The Navigator: A Medieval Odyssey (2018) de Vincent Ward ( Nouvelle-Zélande)
- Once Were Warriors (1994) de Lee Tamahori ( Nouvelle-Zélande)
- Perfect Strangers (2003) de Gaylene Preston ( Nouvelle-Zélande)
- Sleeping Dogs (1977) de Roger Donaldson ( Nouvelle-Zélande)
- Smash Palace (1981) de Roger Donaldson ( Nouvelle-Zélande)
- Un ange à ma table (An Angel at My Table, 1990) de Jane Campion ( Nouvelle-Zélande,  Royaume-Uni,  États-Unis,  Australie)

#### Hommage à David Cronenberg
- Cosmopolis (2012) de David Cronenberg ( Canada,  France,  Portugal,  Italie)
- Crash (1996) de David Cronenberg ( Canada,  Royaume-Uni)
- eXistenZ (1999) de David Cronenberg ( Canada,  États-Unis,  France)
- Videodrome (1983) de David Cronenberg ( Canada)

#### Classic Reloaded
- 2001, l'Odyssée de l'espace (2001: A Space Odyssey, 1968) de Stanley Kubrick ( États-Unis,  Royaume-Uni)
- Les Chasses du comte Zaroff (The Most Dangerous Game, 1932) de Ernest B. Schoedsack ( États-Unis)
- Faux-semblants (Dead Ringers, 1988) de David Cronenberg ( Canada,  États-Unis)
- Sueurs froides (Vertigo, 1958) d'Alfred Hitchcock ( États-Unis))
- Utu (1983) de Geoff Murphy ( Nouvelle-Zélande)

### Courts-métrages

#### Swiss Shorts
- Coyote (2018) de Lorenz Wunderle ( Suisse)
- Crépuscule (2018) de Pauline Jeanbourquin ( Suisse)
- Das Mädchen im Schnee (2018) de Dennis Ledergerber ( Suisse)
- Intervention in einer Bank (2017) de Matthias Sahli ( Suisse)
- Living Like Heta (2017) de Bianca Caderas, Isabella Luu et Kerstin Zemp ( Suisse)
- Ooze (2017) de Kilian Vilim ( Suisse)
- Prochain Tour (2018) de Valentin Graff et Jonas Lacôte ( Suisse)
- Soy tu papá (2018) de Garrick J. Lauterbach ( Suisse)

#### International Shorts
- An Island de Rory Byrne ( Irlande)
- Chose mentale de William Laboury ( France)
- End of the Line de Jessica Sanders ( États-Unis)
- La Nuit des sacs plastiques de Gabriel Harel  France)
- Milk de Santiago Menghini ( Canada)
- Pizza Monster de Kurt Platvoet ( Pays-Bas)

#### New Shorts from Asia
- Crying free Sex (2018) d'Iwasaki tomohiko ( Japon)
- My World (2018) de Jun Li ( Hong Kong)
- Frenchies (2018) de Lin Kuan-Fu ( Taïwan)
- The Lady from 406 (2017) de Lee Kyoung-Mi ( Corée du Sud)
- The Last Fisherman (2018) de Ngo Shal ( Viêt Nam)

## Palmarès
| Prix                                                                      | Attribué à                                     | Pays              |
| ------------------------------------------------------------------------- | ---------------------------------------------- | ----------------- |
| Prix H. R. Giger Narcisse du meilleur film                                | Climax de Gaspar Noé                           | France            |
| Prix RTS du public                                                        | Kasane de Yûichi Satô                          | Japon             |
| Méliès d'argent du meilleur long métrage européen                         | Climax de Gaspar Noé                           | France            |
| Prix Imaging The Future meilleur production design                        | à Alan Lampert pour Piercing de Nicolas Pesce  | États-Unis        |
| Prix du jury de la critique internationale                                | Piercing de Nicolas Pesce                      | États-Unis        |
| Prix du meilleur film asiatique                                           | Bad Genius de Nattawut Poonpiriya              | Thaïlande         |
| Prix de la Jeunesse Denis-de-Rougemont                                    | Under the Silver Lake de David Robert Mitchell | États-Unis        |
| SSA/Suissimage Prix H. R. Giger Narcisse du meilleur court métrage suisse | Crépuscule de Pauline Jeanbourquin             | Suisse            |
| Prix Taurus Studio à l'innovation                                         | Das Mädchen im Schnee de Dennis Ledergerber    | Suisse            |
| Nomination pour le Méliès d'Or du meilleur court métrage européen         | Crépuscule de Pauline Jeanbourquin             | Suisse            |
| Prix Outside the Box                                                      | Cómprame un revólver de Julio Hernández Cordón | Mexique, Colombie |